# میربییک
میربییک (به لاتین: Meerbeek) یک منطقهٔ مسکونی در بلژیک است که در کورتانبرگ واقع شده‌است. میربییک ۵٫۱۵ کیلومتر مربع مساحت و ۲٬۱۸۸ نفر جمعیت دارد.